# Fyrst Myschkin
Fyrst Myschkin er en tysk stumfilm fra 1921 af Carl Froelich.

## Medvirkende
- Asta Nielsen som Nastassja Baraschkowa
- Alfred Abel som Parfen
- Walter Janssen som Myschkin
- Guido Herzfeld som Semjon Rogoschin
- Lyda Salmonova som Aglaia Jepantschin
- Maria Connard som Gawrils Mutter Nina Alexandrowna
- Lili Donecker som Marie
- Eugenia Eduardova som Solotänzerin